# Вимперг
Ви́мперг или вимперк (нем. Wimperg от Windberg — защита от ветра или нем. Wimper — ресница) — в средневековой западноевропейской архитектуре — высокий треугольный фронтон над порталом или оконным проёмом. Отличается от щипцового фронтона аналогичной формы тем, что имеет не конструктивное, а преимущественно декоративное значение. Впервые подобные формы появились в архитектуре Франции в конце XII — начале XIII века в результате использования временной деревянной кровли при перестройке старых романских соборов. Они закрывали торцовую поверхность здания, защищая внутреннее пространство от ветров и дождей. Но уже в конце XIII века вимперги приобрели декоративное значение.
В зданиях готического стиля вимперг усиливает вертикальную направленность композиции: стрельчатых арок и порталов. Кроме того, в отличие от щипца, вимперг ограничен снизу архивольтами арок или иными элементами. Вимперги увенчивали крестоцветами, украшали краббами. Поле вимперга (тимпан) заполняли рельефным или ажурным орнаментом и другими декоративными элементами. В центре тимпана иногда помещали квадрифолий или «слепую розу», в отличие от роз второго яруса фасада или трансептов, такая роза не была витражной.
Важное значение вимпергов в готической архитектуре подтверждается тем, что геометрическому построению этой формы посвятил один из своих трактатов первый из известных нам теоретиков архитектуры Маттеус Рорицер.